# Lijst van trainers van Beerschot AC
Deze lijst omvat de voetbalcoaches die de Belgische club Beerschot Voetbalclub Antwerpen (voordien: Beerschot AC, Germinal Beerschot en Germinal Ekeren) hebben getraind sinds 1988.

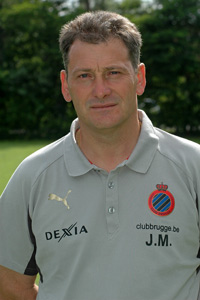
Jacky Mathijssen was van december 2010 tot maart 2012 trainer van Beerschot. In januari 2013 keerde hij terug naar 't Kiel.

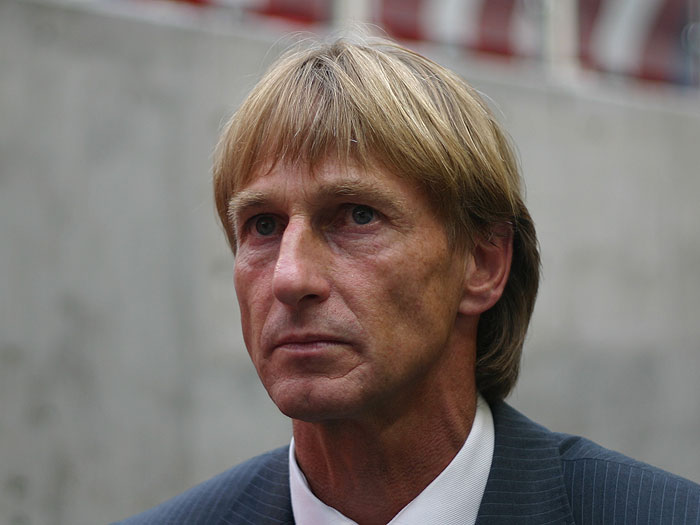
Adrie Koster was in het seizoen 2012/13 slechts 17 speeldagen coach van Beerschot.

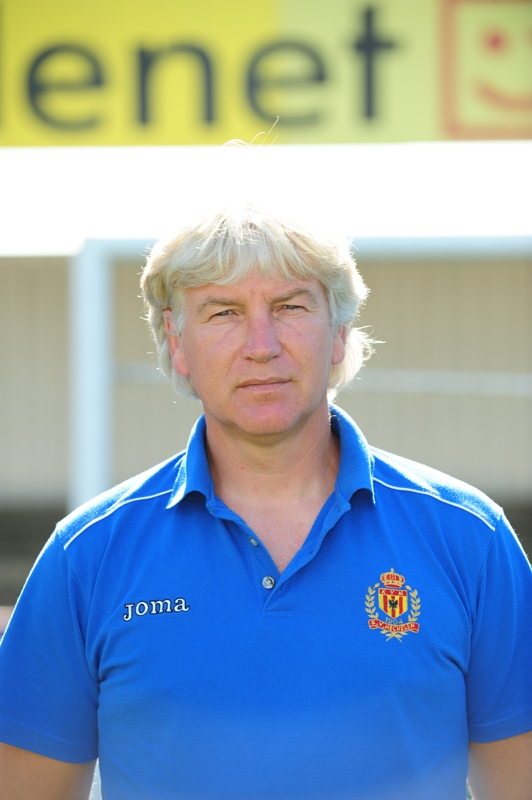
Marc Brys werd tijdens het seizoen 2005/06 snel aan de deur gezet. Aan het begin van het volgende seizoen haalde de club hem terug.

| Seizoen            | Trainer(s) |
| ------------------ | --- |
| 2024/25            | Dirk Kuyt |
| 2023/24            | Dirk Kuyt Andreas Wieland (tot 20 december 2023)                                                                                    |
| 2022/23            | Andreas Wieland |
| 2021/22            | Greg Vanderidt Javier Torrente (tot 7 februari 2022) Marc Noé (ad interim tot 21 september 2021) Peter Maes (tot 15 september 2021) |
| 2020/21            | Will Still Hernán Losada (tot 17 januari 2021)                                                                                      |
| 2019/20            | Hernán Losada Stijn Vreven (tot 9 oktober 2019)                                                                                     |
| 2018/19            | Stijn Vreven |
| 2017/18            | Marc Brys |
| 2016/17            | Marc Brys |
| 2015/16            | Dennis van Wijk Urbain Spaenhoven                                                                                                   |
| 2014/15            | Urbain Spaenhoven |
| 2013/14            | Urbain Spaenhoven |
| 2012/13            | Jacky Mathijssen Wim De Corte (tot 22 januari 2013) Adrie Koster (tot 29 november 2012)                                             |
| 2011/12            | Wim De Corte (ad interim) Jacky Mathijssen (tot 26 maart 2012)                                                                      |
| Germinal Beerschot | |
| 2010/11            | Jacky Mathijssen Stan Van den Buys & Freddy Heirman (ad interim tot december 2010) Glen De Boeck (tot 29 november 2010)             |
| 2009/10            | Jos Daerden Aimé Antheunis (tot 31 augustus 2009)                                                                                   |
| 2008/09            | Aimé Antheunis Harm van Veldhoven (tot 13 november 2008)                                                                            |
| 2007/08            | Harm van Veldhoven |
| 2006/07            | Marc Brys |
| 2005/06            | Jos Daerden Marc Brys (tot september 2005)                                                                                          |
| 2004/05            | Marc Brys |
| 2003/04            | Marc Brys |
| 2002/03            | Franky Van der Elst |
| 2001/02            | Franky Van der Elst |
| 2000/01            | Franky Van der Elst |
| 1999/00            | Franky Van der Elst |
| Germinal Ekeren    | |
| 1998/99            | Herman Helleputte |
| 1997/98            | Herman Helleputte |
| 1996/97            | Herman Helleputte Stani Gzil |
| 1995/96            | Stani Gzil Herman Helleputte |
| 1994/95            | Herman Helleputte |
| 1993/94            | Aimé Antheunis |
| 1992/93            | Urbain Haesaert |
| 1991/92            | Urbain Haesaert |
| 1990/91            | Urbain Haesaert |
| 1989/90            | René Desaeyere Albert Bers |
| 1988/89            | Albert Bers |